# Amīr Beglū
Amīr Beglū (persiska: امیر بگلو, Amīr Beyglū) är en ort i Iran.   Den ligger i provinsen Gilan, i den nordvästra delen av landet, 300 km nordväst om huvudstaden Teheran. Antalet invånare är 168.
Terrängen runt Amīr Beglū är varierad.  Närmaste större samhälle är Hashtpar, 17,1 km söder om Amīr Beglū. Trakten runt Amīr Beglū består till största delen av jordbruksmark.